# Magomedgadzhi Nurov
Magomedgadzhi Nurov –en macedonio, Магомедгаджи Нуров– (19 de abril de 1993) es un deportista macedonio que compite en lucha libre. Ganó una medalla de bronce en el Campeonato Mundial de Lucha de 2019, en la categoría de 97 kg.

## Palmarés internacional
| Campeonato Mundial | Campeonato Mundial     | Campeonato Mundial | Campeonato Mundial |
| Año                | Lugar                  | Medalla            | Categoría          |
| ------------------ | ---------------------- | ------------------ | ------------------ |
| 2019               | Nursultán (Kazajistán) | Medalla de bronce  | 97 kg              |